# Vatnajökull
 „Calota de gheață a Islandei pulsează în ritmul răsunător al unui violent vulcan ce mocnește dedesubt.” 

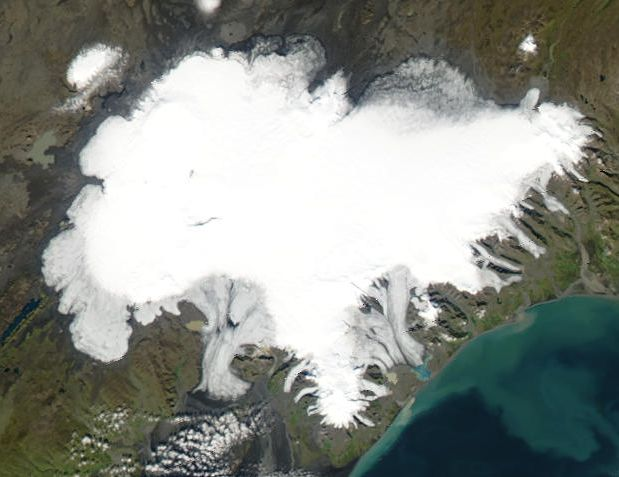
Vatnajökull, Islanda

În Vatnajökull, masiva calotă înghețată a Islandei se află aproape tot atâta gheață cât în toți ceilalți ghețari ai Europei la un loc. Acoperind o zonă cât jumătate din Țara Galilor sau din New Jersey, el împinge la vale zece alți ghețari importanți.
Văzut de pe drumul de pe coastă, Vatnajökull situat pe Platoul Islandez pare o întindere pustie, lipsită de viață. Din deșertul de pietriș negru, cenușă și nisip de la poalele sale, gheața se ridică în munți și formează o pătură groasă de 800 m, mortală pentru orice creatură. Dar viața - de un tip bizar, geologic - există și aici. 
Imensa calotă de gheață se extinde, se contractă și pulsează continuu, în ritmul lent, însă uneori violent, al unei inimi vulcanice. Această agitație este tipică pentru peisajul Islandei, o țară aproape de mărimea Angliei, dar cu o populație cât aceea a unui oraș mijlociu, concentrată pe fâșia îngustă de teren de pe coastă. Tânără din punct de vedere geologic și încă în formare, Islanda "stă" pe un strat bazaltic gros de 6,4 km, construit în ultimii 20 de milioane de ani.

## Căldură ascunsă
În acest timp roca a fost expulzată printr-o "gură fierbinte" din Dorsala Central-Atlantică - o falie adâncă formată prin deplasarea treptată a Europei față de America de Nord, sub influența derivei continentale.
Suprafața vulcanică a Islandei a fost acoperită de ghețari groși de 1,6 km în cele 2 mil. de ani ale perioadei glaciare, încheiate acum 10.000 de ani. Centrul ținutului este o lume sălbatică de vulcani, cratere și lavă. O zecime din teritoriul țării zace sub lava aruncată de cei 200 de vulcani ai insulei, pătura întinzându-se pe alocuri pe mai mult de 2600 km2.

## Istoric
Primele informații despre Islanda au venit, se pare, acum 1.500 de ani de la St. Brendan (cca. 484-578 d.Hr.), abate de Clonfert în districtul Galway, Irlanda. Se spune că el a ajuns în America cu aproximativ 300 de ani înainte ca vikingii să colonizeze Islanda (874 d.Hr.). Pe atunci, relatările călătoriilor sale erau considerate pure fantasmagorii, dar astăzi specialiștii sunt de părere că ele au fost reale. 

### Colonizare
Când au sosit vikingii, terenul era propice culturilor agricole, dar din secolul al XIV-lea, clima Islandei s-a răcit, ghețarii au avansat și marea a continuat să înghețe. Condițiile s-au mai îmbunătățit la sfârșitul secolului al XIX-lea, dar gheața încă acoperă o zecime din teritoriu. 

### Gheață cu caracter schimbător?
Islandezii au înțeles dintotdeauna caracterul schimbător al gheții. Așa cum afirma Sveinn Palsson în secolul al XVIII-lea "Prin însăși natura sa, gheața este semilichidă și curge fără a se topi, ca smoala". În văile mai calde, gheața coboară cu cca. 800m/an, fisurându-se și formând crevase la trecerea peste solul accidentat. Când, la altitudini mai joase, gheața atinge punctul de topire, din ea se revarsă o avalanșă de pietre, nisip și prundiș adunat de pe pantele muntelui.

### Întâmplare
O zicală islandeză spune: "Ghețarul dă înapoi ce a luat". În 1927, Jhon Plasson, un poștaș, a căzut într-o crevasă împreună cu cei patru cai ai săi, pe când traversa un pod de gheață pe ghețarul Breidamerkur. Șapte luni mai târziu, trupurile lor au fost găsite cu ajutorul mișcării circulare a gheții la capătul anterior al ghețarului (stratul de sus deplasându-se spre bază și cel de jos fiind ridicat, a adus și cadavrele la suprafață).

## Distrugeri vulcanice

### Erupția lui Laki
Erupțiile vulcanice fac parte din trecutul și din prezentul Islandei. Cea mai cumplită și totodată cea mai amplă revărsare de lavă din timpurile moderne ale Terrei s-a petrecut în 1783. Laki, muntele din extremitatea sud-vestică a ghețarului Vatnajökull, a fost spintecat la vârf în timpul uriașei erupții care a creat un lanț de 100 de cratere întins pe 24 km. Lava a acoperit mai bine de 520 km2 de teren.
 Curgerea a continuat timp de trei luni, învăluind insula într-o pâclă albăstruie care a otrăvit iarba și a ucis trei sferturi din animale. În timpul acestei "Foamete a Pâclei" care a urmat au murit de inaniție aproape 10.000 persoane.

### Erupția lui Helgafell
În primele ore ale zilei de 23 ianuarie 1973, vulcanul Helgafell de pe Heimaey - una dintre cele 15 insule ce formează arhipelagul Vestmannaeyjar - ațipit acum 5.000 de ani și considerat stins, s-a trezit din îndelungatul său somn. Aproape de marginea orașului, pământul s-a despicat și a fost cuprins de o perdea de foc lungă de 1.6 km. Din fericire, o furtună blocase bărcile de pescuit în port, și până la amiază cei 5.000 de insulari se aflau deja la adăpost.

#### Țărm extins
Lava a pătruns în oraș, dărâmând casele și incendiindu-le. Până în aprilie, în ciuda unei ample operațiuni de răcire a lavei cu jeturi de apă de mare, partea estică a orașului zăcea îngropată în lavă și pulbere. Erupția a luat sfârșit după câteva săptămâni dar nu a lăsat doar distrugeri în urma sa. Țărmul estic al insulei s-a extins, zona portului natural căpătând și un nou zid de protecție.

## Grimsvötn
Combinația de gheață și foc dă regiunii Vatnajökull caracterul ei imprevizibil. Efectele sunt evidente în inima calotei care, văzută din avion, oferă câteodată o priveliște uimitoare: un lac albastru intens de 3 km, format din gheața topită de vulcanul Grimsvötn (poza de mai sus), care mocnește sub ghețar. De obicei lacul este acoperit de un strat de gheață, dar chiar și atunci când nu este vizibil continuă să topească gheața. Gheața de pe malul acestuia acționează ca un baraj uriaș, împiedicând apa să se reverse în vale. Totuși, nivelul său crește cu 12 m pe an și, la fiecare 5 sau 10 ani se adună suficientă pentru a-și săpa loc pe sub barajul de gheață și a porni la vale sub forma unui torent numit explozie glaciară. Nivelul lacului scade cu 215 m pe măsură ce apa inundă câmpia din vale, acoperind-o cu nămol vulcanic.
Grimsvötn este o prelungire a faliei Laki din extremitatea de sud-vest și face parte dintr-o uriașă regiune caracterizată de o intensă activitate geotermală, care oferă suficientă energie pentru a încălzi casele și a genera electricitatea necesară unui oraș de mărimea Londrei. Din când în când, Grimsvötn își depășește această simplă atribuție de furnizor de energie. Pe data de 29 mai 1983, seismografele au înregistrat vibrații ce au zguduit întregul ghețar. Un pilot raporta că vulcanul a erupt prin pătura de gheață și apă, formând un nor la înălțimea de 8 km deasupra ghețarului și o gaură în stratul de gheață, creând astfel un crater plin cu apă amestecată cu bucăți de gheață. După câteva zile erupția a încetat și gheața s-a înstăpânit din nou.

## Skeidarárjökull, Breidamerkur și Oraefajökull
Doi ghețari înfrățiți, unul sfârșește într-o câmpie, pe când celălalt își află sfârșitul într-o lagună. Între ei se află un gigant vulcan (al treilea din Europa ca înălțime) pe nume Oraefajökull.

### Skeidarárjökull
În extremitatea sudică a zonei Vatnajökull, ghețarul exterior, Skeidarárjökull, se topește și dă naștere unui râu. În lateral se află un lac cu apă provenită din topirea gheții; la un moment dat, nivelul apei se ridică destul de mult pentru ca întregul ghețar să plutească pe suprafața ei. Apa se scurge într-o explozie glaciară, inundând câmpia și umplând-o din nou cu resturi.

### Breidamerkur
Spre est se zărește capătul anterior al ghețarului Breidamerkur, presărat cu numeroase fâșii șerpuite de piatră și argilă care s-au desprins din văile parcurse. Ghețarul sfârșește într-o lagună și uneori, cu un zgomot asurzitor, lespezi uriașe de gheață se desprind, pentru a pluti ca niște aisberguri.

### Oraefajökull
Între acești doi ghețari se întinde o mică pătură de gheață, Oraefajökull, ce acoperă un vulcan cu același nume, de pe care coboară numeroase blocuri de gheață. Vulcanul Oraefajökull, al treilea din Europa ca înălțime a erupt de două ori până acum, în secolele al XIV-lea și al XVIII-lea, cu urmări devastatoare.

## Deșertul, oaza și cascada

### Deșertul
Dincolo de ghețar, uriașa zonă pustie se numește, simplu, Oaerfi, adică "sălbăticie". În trecut se spunea că nici măcar un șoarece n-ar putea să traverseze aceste întinderi sudice.

### Oaza
Astăzi, drumul de coastă aduce turiștii într-o oază verde, cuibărită la adăpostul muntelui. Această zonă, Skaftafell, a scăpat de forța distructivă a exploziilor glaciare. Fostul teren agricol cu vegetație luxuriantă este astăzi parc național, cu dealuri înverzite și păduri de mesteceni, scoruși de munte și sălcii.

### Cascada
Svartifoss, o cascadă înaltă de 25 de metri, se revarsă peste două rânduri de stâlpi bazaltici, dispuși verticali, precum tuburile unei orgi. O ravenă duce până în vârf, de unde priveliștea este splendidă. Vara, turiștii pot vedea de aici, de la agitatul Oraefajökull, peste întinderea pustie străbătută de râuri, până la mare.

## Pe ghețar
Pe alocuri, Vatnajökull pare că debordează de viață. Ninsoarea, soarele, vântul, și gerul îi remodelează în continuu suprafața, conferindu-i o largă varietate de texturi. Zorii și amurgul învăluie gheața în sclipiri de foc. În adâncul calotei de gheață, apa rezultată prin topire sculptează grote de cristal, în care lumina zilei pătrunde în nuanțe albăstrii.
Sutele de râuri glaciare clipocesc de sub gheața fisurată, purtând cu ele deșeuri vulcanice adunate în drum. Adesea se aude clocotul apei sau bubuitul gheții rupte.
Cei care explorează suprafața ghețarului au uneori impresia că pășesc pe spinarea unui animal uriaș = Vatnajökull, care în orice clipă s-ar putea scutura, în mod fatal...

## Curiozități
- În Vatnajökull, pe alocuri, gheața are 1.000 m grosime - fiind deci de două ori mai înaltă decât Empire State Building din New York, U.S.A..
- La bază gheața are 1.000 de ani.
- Ghețarii pot înainta cu 8 km dintr-o zvâcnire.
- Cel puțin 150 de vulcani sunt activi în Islanda de la ultima fază glaciară la fiecare aproximativ 5 ani erupând unul.
- Din anul 1.500, o treime din lava revărsată pe Terra a apărut în Islanda.